# Sergeant Bluff (Iowa)
Sergeant Bluff – miasto w Stanach Zjednoczonych, w stanie Iowa, w hrabstwie Woodbury. Zgodnie ze spisem statystycznym z 2000 roku, miasto liczyło 3321 mieszkańców.